# Escota (Alava)
Pour les articles homonymes, voir Escota.
Escota en espagnol ou Axkoeta en basque est un hameau ou lieu-dit appartenant à la municipalité d'Erriberagoitia dans la province d'Alava, située dans la Communauté autonome basque en Espagne.